# Juan Antón de Astigarribia
Juan Antón de Astigarribia (Motrico 1525?) fue un marino, comerciante  y mercader esclavista español del siglo XVI.
Navegaba en una nao de 300 toneladas denominada La Trinidad, con la que efectuó muchos viajes y "ganó muchas sumas e cuantías de ducados".

## Comercio de esclavos en Guipúzcoa

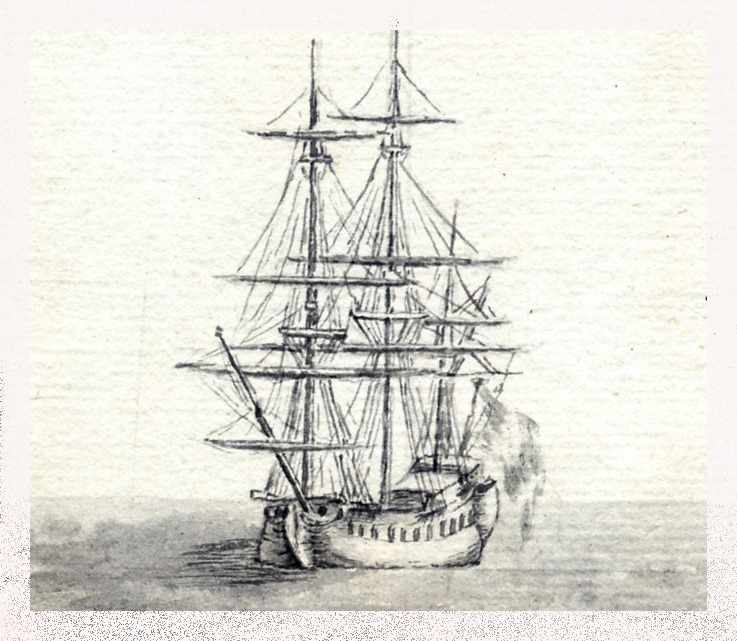
Barco negrero

La participación de Guipúzcoa en el comercio esclavista tuvo dos vertientes:
Al existir unas leyes estrictas de " limpieza de sangre" hizo que la presencia de personas de distinto  origen fuera mal vista por la población por lo que el número de esclavos en Guipúzcoa fue testimonial.
Por otro lado, Guipúzcoa tuvo entre los siglos XV y XIX una posición de protagonismo en las relaciones comerciales mundialesy el esclavismo no fue una excepción aunque no de gran relevancia pero que existió siendo Astigarribia uno de los marinos esclavistas guipuzcoanos de los que hay referencias.

## Biografía
Nació en Motrico, en la provincia de Guipúzcoa del País Vasco.
Pronto se dedicó al comercio y al transporte marítimo de productos entre las áreas atlántica y mediterránea en la época de la gran expansión económica de la Corona española. Comerciaba con manufacturas de hierro vasco, frutos secos, pescado en salmuera y cereales.
Seguía los itinerarios usuales de muchos marinos de la época, para muchos de los vascos dedicados al transporte y el comercio: desde las costas del Norte de Europa hasta casi el fondo del Mediterráneo, atracando en Inglaterra, Flandes, los Países Bajos, Francia, España, Portugal, Italia y Grecia.
También se dedicó al lucrativo negocio de la esclavitud transportando esclavos desde África. 